# Cathiana Grosset
Pour les articles homonymes, voir Grosset.
Cathiana Grosset, née le 2 octobre 1981, est une taekwondoïste française.
Elle est médaillée de bronze dans la catégorie des moins de 51 kg aux Championnats d'Europe de taekwondo 2002.